# لوك موريسون
لوك موريسون (بالإنجليزية: Luke Morrison)‏ هو راكب الكنو أسترالي، ولد في 4 يناير 1985 في أستراليا.